# Lied van de aarde
Lied van de aarde (Fins: Laula maasta) is een compositie van Kalevi Aho.
Het is een instrumentaal werk van ruim zeventig maten, dat Aho schreef voor de begrafenisceremonie van zijn vader bouwondernemer Paavo Aho (1918-2002). Aho schreef het voor de ongebruikelijke combinatie viool (bespeeld door de componist, zijn eerste muziekinstrument), hobo (bespeeld door zijn broer Keijo Aho) en pijporgel (bespeeld door Mirja Paju).  De muziek is behoudend en sober van aard. De (waarschijnlijk enige) uitvoering vond plaats op 8 maart 2002 in Forssa.